# Чунгарой
Чунгарой, Чунгурой (чечен. Чунгарой) — один из чеченских тайпов (часть входит в тукхум овхой). Родовое село Чунгара, которое находилось рядом с селением Харачой, где и по сей день находятся кладбище чунгаройцев (чечен. Чунгаройн кешнаш) и пахотная земля (чечен. Чунгарой кха), также родовое селение находилось в Урус-Мартановском районе — Чунгарой, уничтоженное в XIX веке.

## История
После переселения из пределов нынешнего Галанчожского района Чеченской Республики родовое и одноименное поселения общины Чунгарой расположилась в Ичкерии.
Согласно результатам ДНК-исследований, чунгаройцы и харачойцы относятся к гаплогруппе L3 (L1с) и являются боковой линией большого аккинского генетического древа. Р. И. Идрисов, уроженец села Дылым Казбековского района РД, салатавец, указывает на факт основания Алмака тухумами, или тайпами-общинами, «Хорейчо ва Чункури», то есть чеченскими тайпами Харачой и Чунгарой оба тайпа относятся к гаплогруппе L3 и является производным от дишнинцев, а ранее — аккинцев (тайп). Поэтому неудивительно, что в документах XIX в. Алмак порой называется ауховским селом.
По-мимо того А. С. Сулейманов, представителей тайпа Чунгарой зафиксировал в с. Кешен-Аух.
Помимо харачойцев и чунгаройцев в составе алмакцев автор называет «гъалгъалал (ингушал)», то есть ингушей-галгайцев и др. Также Р. Идрисов сообщает, что в источниках 1812 г. указывается на чеченоязычность алмакцев. Более того, в чеченском обществе есть род, который носит имя села Алмак и сообщает о своем происхождении из Алмака, откуда он был вынужден бежать из-за разгрома, устроенного каким-то противником по-видимому, нашествием Тимура.